# Companhia Energética de Minas Gerais

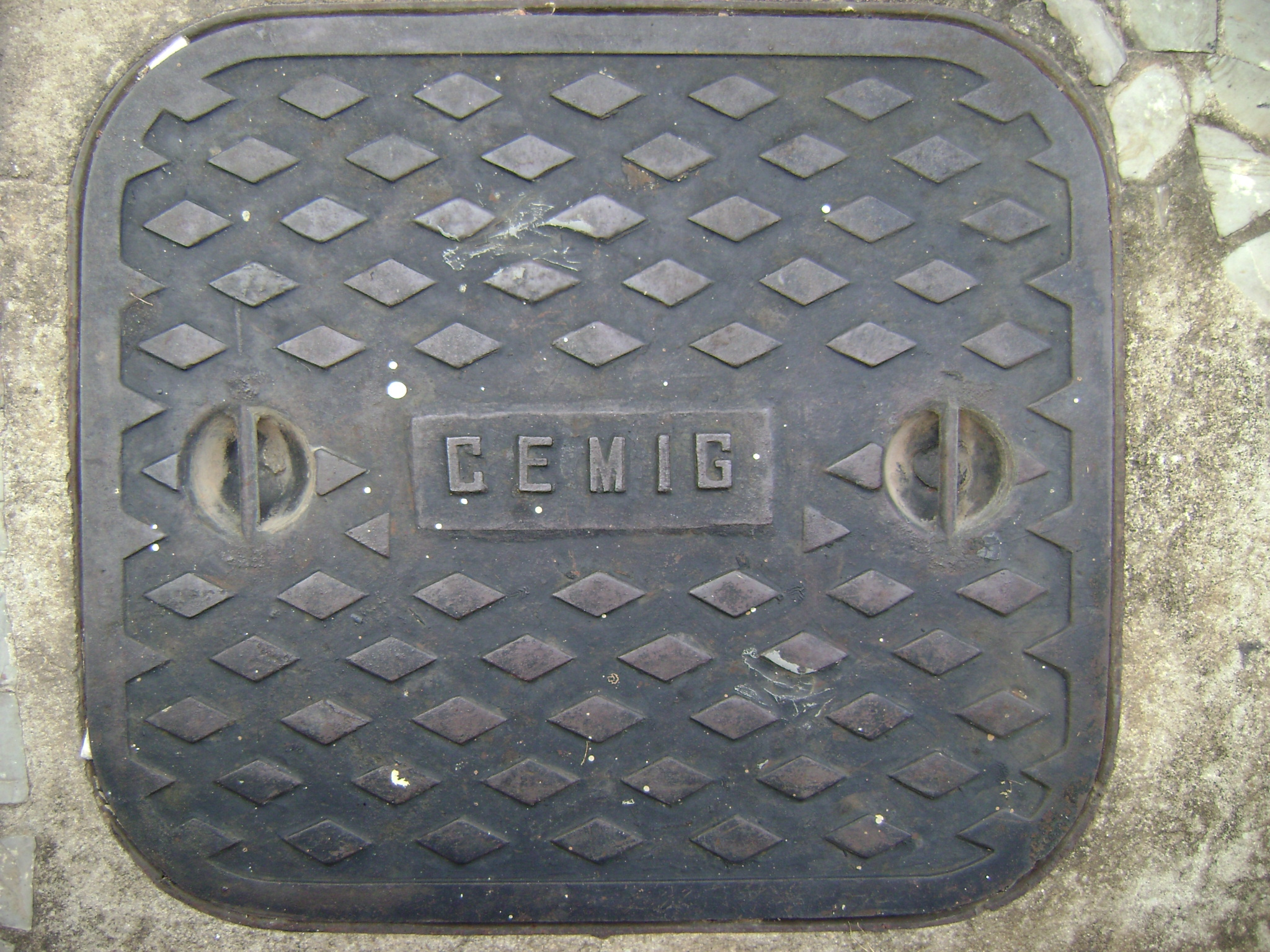
Poço de visita (bueiro) da Cemig.

Companhia Energética de Minas Gerais (CEMIG) é uma das principais concessionárias de energia elétrica do Brasil, tendo sede na cidade de Belo Horizonte, capital do estado de Minas Gerais. Atua nas áreas de geração, transmissão, distribuição e comercialização de energia elétrica e possuí as ações majoritárias da GASMIG de distribuição de gás natural.
O governador do estado, Romeu Zema, anunciou planos de privatizar a companhia, de modo a integrá-la ao Plano de recuperação econômica da União / Regime de Recuperação Fiscal (RRF).

## História
A Cemig foi fundada em 1952 pelo governador de Minas Gerais, Juscelino Kubitschek de Oliveira.  É uma das maiores empresas integradas do setor de energia elétrica da América do Sul em número de clientes, e uma das maiores da América Latina em quilômetros de rede e de equipamentos e instalações. O grupo é constituído por mais de 103 sociedades, 9 consórcios e 2 Fundos de Investimentos em Participações.  Trata-se de uma companhia de capital aberto controlada pelo Governo do Estado de Minas Gerais e possui 200 mil acionistas em 39 países. Suas ações são negociadas na B3, na Bolsa de Valores de Nova York e também na Bolsa de Madri.

## Empresas
A Cemig é um dos maiores grupos do segmento de energia elétrica do Brasil. A companhia atua em 24 estados e no Distrito Federal, em 774 municípios.

### Geração
A empresa possui participações em 89 empreendimentos de geração em operação localizados 10 estados brasileiros. 44 desses empreendimentos são próprios (100% de participação acionária). São 76 usinas hidrelétricas, 6 parques eólicos e 1 usina fotovoltaica, totalizando uma potência de 5,9 GW.
100% da geração de energia é proveniente de fontes renováveis e a Cemig é a terceira maior geradora de energia do país, considerando suas subsidiárias, controladas e coligadas.

### Transmissão
O sistema de transmissão da Cemig é responsável pelo transporte dos grandes blocos de energia desde os grandes centros geradores até os centros consumidores, viabilizando o atendimento aos sistemas de subtransmissão e distribuição.
Por intermédio de suas controladas e coligadas de transmissão de energia elétrica, a Cemig opera uma rede de transmissão de mais 10.000 km. É o segundo maior grupo de transmissão de energia do Brasil.

### Distribuição
A Cemig D distribui energia para uma base de quase 9 milhões de consumidores. É a maior distribuidora de energia elétrica do Brasil em extensão de rede, com mais de 415 subestações. No estado de Minas Gerais, a Cemig é responsável por 96% do abastecimento de energia elétrica.
A empresa também possui o maior índice de atendimento a consumidores de baixa renda do país, fornecendo energia elétrica a 42,9% do total de consumidores de classe residencial.

### Comercialização
A companhia é a maior comercializadora de energia do Brasil para clientes livres do país.

### Gás
A Companhia de Gás de Minas Gerais (Gasmig) é responsável pela distribuição de gás no estado de Minas Gerais.
A companhia tem como acionistas a Companhia Energética de Minas Gerais (99,6%) e o Município de Belo Horizonte (0,4%). Em 2021, foram comercializados 956,7 milhões de m³ de gás.

### Geração distribuída
A Cemig SIM foi criada em 2019 e atua no segmento da geração distribuída em plantas fotovoltaicas (energia solar), eficiência energética, co-geração, mobilidade elétrica e outras soluções inovadoras no setor de energia. 

### Participações
A Cemig adquiriu a Taesa (Transmissora Aliança de Energia Elétrica), antiga Terna Participações, holding que atua no segmento de transmissão de energia elétrica. Para a compra foi constituído o maior Fundo de Investimento e Participações do setor elétrico brasileiro, o FIP Coliseu.
A CemigPar tem 21,7% de participação da Taesa, uma das maiores transmissoras privadas do Brasil.[carece de fontes?]

## Sustentabilidade
É a única empresa do setor elétrico da América Latina a fazer parte do índice Dow Jones Sustainability World Index (DJSI World), criado pelo Dow Jones em 1999. O índice reconhece a capacidade das empresas em sustentabilidade corporativa e criação de valor para os acionistas em longo prazo, por conseguirem aproveitar as oportunidades e gerenciar os riscos associados a fatores econômicos, ambientais e sociais.
A Cemig também é a única concessionária do setor elétrico da América Latina a fazer parte do índice The Global Dow Index. O índice foi criado em 2008, e inclui 150 empresas líderes mundiais de 25 países.
A Cemig foi eleita pela nona vez consecutiva no para compor o Índice de Sustentabilidade Empresarial (ISE) da B3. O índice faz uma análise comparativa da performance das empresas listadas na B3 sob o aspecto de sustentabilidade corporativa.

## Programas ambientais

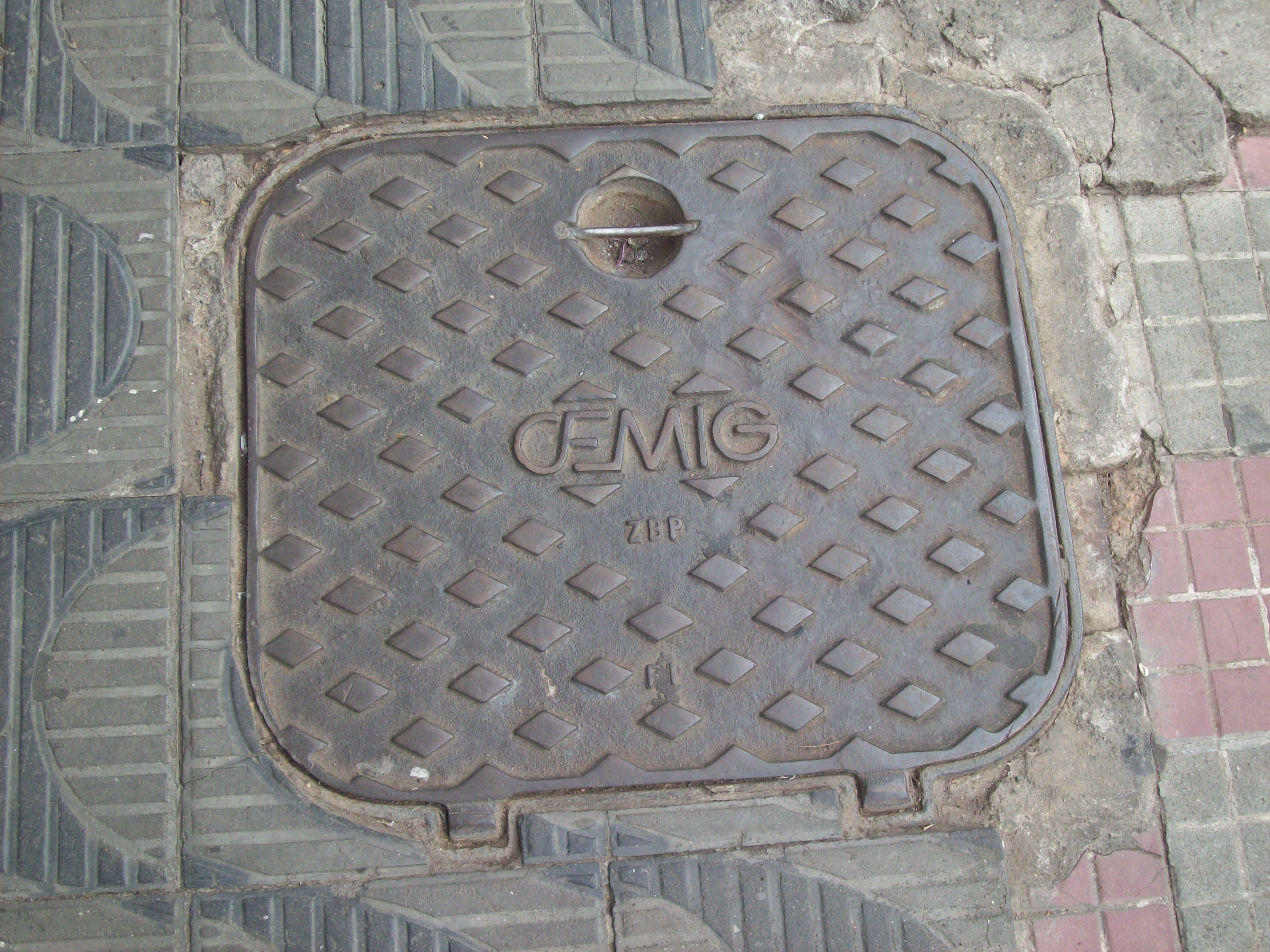
Poço Vista (Bueiro) na Praça Antônio Carlos em Machado (MG)

### Programas de energia
O programa Cemig Rural de eletrificação rural de Minas Gerais, criado nos anos 80, e o programa Luz para Todos Minas Gerais, criado em 2003, são programas de universalização do acesso à energia elétrica.
Em 2002, foi fundada a Efficientia, uma subsidiária integral da Cemig provedora de soluções energéticas. A Efficientia faz a substituição de sistemas de iluminação ineficientes, por outros de tecnologia mais moderna. Um dos projetos da Efficientia foi a construção de usinas de co-geração de energia, utilizando gases residuais de processo industrial. O projeto permitiu à Siderúrgica Alterosa, sediada em Minas Gerais, tornar-se autossuficiente na produção de energia elétrica.
O Projeto Solar ILPI, ligado ao programa Energia Inteligente para fornecimento de energia solar beneficiou mais de 508 instituições de idosos no estado de Minas Gerais.

### Programa Conviver
O programa Conviver orienta moradores com baixa renda sobre medidas de eficiência energética, além de regularizar ligações elétricas, negociar débitos e analisar situações de risco que envolvam a eletricidade. O programa também faz a troca de lâmpadas e geladeiras que geravam alto consumo para a população com baixa renda.

## Antigos negócios

### Telecom
A Cemig Telecom atuava no segmento de redes óticas de serviços de telecomunicações de Minas Gerais, utilizando infraestrutura da Cemig. Em 2018, a empresa tinha 6,3 mil km de cabos ópticos em redes metropolitanas e 11,6 mil km de cabos ópticos de longa distância.
Em 2010, a Cemig Telecom comprou 49% da Ativas Data Center, empresa de tecnologia da informação, prestadora de serviços de infraestrutura de hospedagem física e armazenamento de base de dados.
Em agosto de 2018, a companhia foi vendida por R$ 649 milhões.

### Chile
Operava uma linha de transmissão 204 quilômetros no Sul do Chile, em consórcio com a Alusa Holding. Em 2016, foi vendida a participação de 49% que possuía na Transchile Charrúa Transmisión por US$ 56,55 milhões.

### TBE
Em 2009, a Cemig ampliou a participação no capital da Transmissoras Brasileiras de Energia (TBE), com a compra das ações de propriedade da Brookfield. A TBE é controladora das concessionárias Empresa Amazonense de Transmissão de Energia, Empresa Paraense de Transmissão, Empresa Norte de Transmissão de Energia, Empresa Regional de Transmissão de Energia e Empresa Catarinense de Transmissão de Energia.
Em 2013, o controle acionário dessas empresas foi repassado para a Taesa.

### Light
Em 2006, a Cemig tornou-se controladora de 26,06% da Light Rio, e ampliou sua participação no estado do Rio de Janeiro, e também adquiriu a Light Esco, empresa do Grupo Light, que atua com compra, venda, importação, exportação e prestação de serviços de consultoria no setor de energia elétrica. Por meio da Light, a Cemig controlava 20% da E-Power, empresa da CR Zongshen, responsável pela fabricação de bicicletas e motocicletas elétricas da marca Kasinski.
A janeiro de 2021, a Cemig informou que deixou de ser acionista da Light após a conclusão da venda de ações da companhia por cerca R$ 1,372 bilhão. A Cemig detinha 22,58% do capital social total da Light.

### Renova Energia
Fundada em 2001, a Renova Energia atua na geração de energia elétrica renovável com atuação em matrizes eólica, pequenas centrais hidrelétricas (PCHs) e solar. A Cemig vendeu sua participação na empresa em 2021 por R$ 60 milhões.

### Santo Antônio Energia
Em março de 2014, a Cemig comprou 83% do capital social e 49% das ações da SAAG Investimentos, empresa de investimentos do Grupo Andrade Gutierrez, aumentando sua participação na Madeira Energia, consórcio responsável pela construção da Usina Hidrelétrica de Santo Antônio. Localizada no Rio Madeira, em Rondônia, a Usina de Santo Antônio possui 50 unidades geradoras e capacidade de geração de 3.568 MW.
A concessionária Santo Antônio Energia é composta por Furnas Centrais Elétricas (72,3642%), Caixa FIP Amazônia Energia (9,5244%), Novonor Energia do Brasil (8,8577%), SAAG Investimentos (5,1114%) e Cemig Geração e Transmissão (4,1423%).
Em 22 de março de 2023, a Eletrobras comunicou que a sua subsidiária Furnas  adquiriu as participações diretas e indiretas da Cemig, da Andrade Gutierrez Participações e Novonor Energia do Brasil na Madeira Energia S.A. (Mesa), dona da Santo Antônio Energia, que gere a usina hidrelétrica de Santo Antônio.
Furnas adquiriu o equivalente a 22,9% em participação, pelo valor de R$ 168 milhões, elevando para 95,2% sua fatia no capital da Mesa.

### Cemig H
A Cemig também controlava 49% da Axxiom (os outros 51% eram controlados pela Light). A empresa fornece produtos e serviços de gestão de energia e automação de softwares. Em abril de 2023, a participação na Axxiom foi vendida para Light.

### Ativas
A Cemig detinha 19,6% na Sonda Ativas, empresa de fornecimento de tecnologia da informação e comunicação. Em 2022, a Cemig vendeu sua participação para a empresa chilena Sonda.

## Usinas

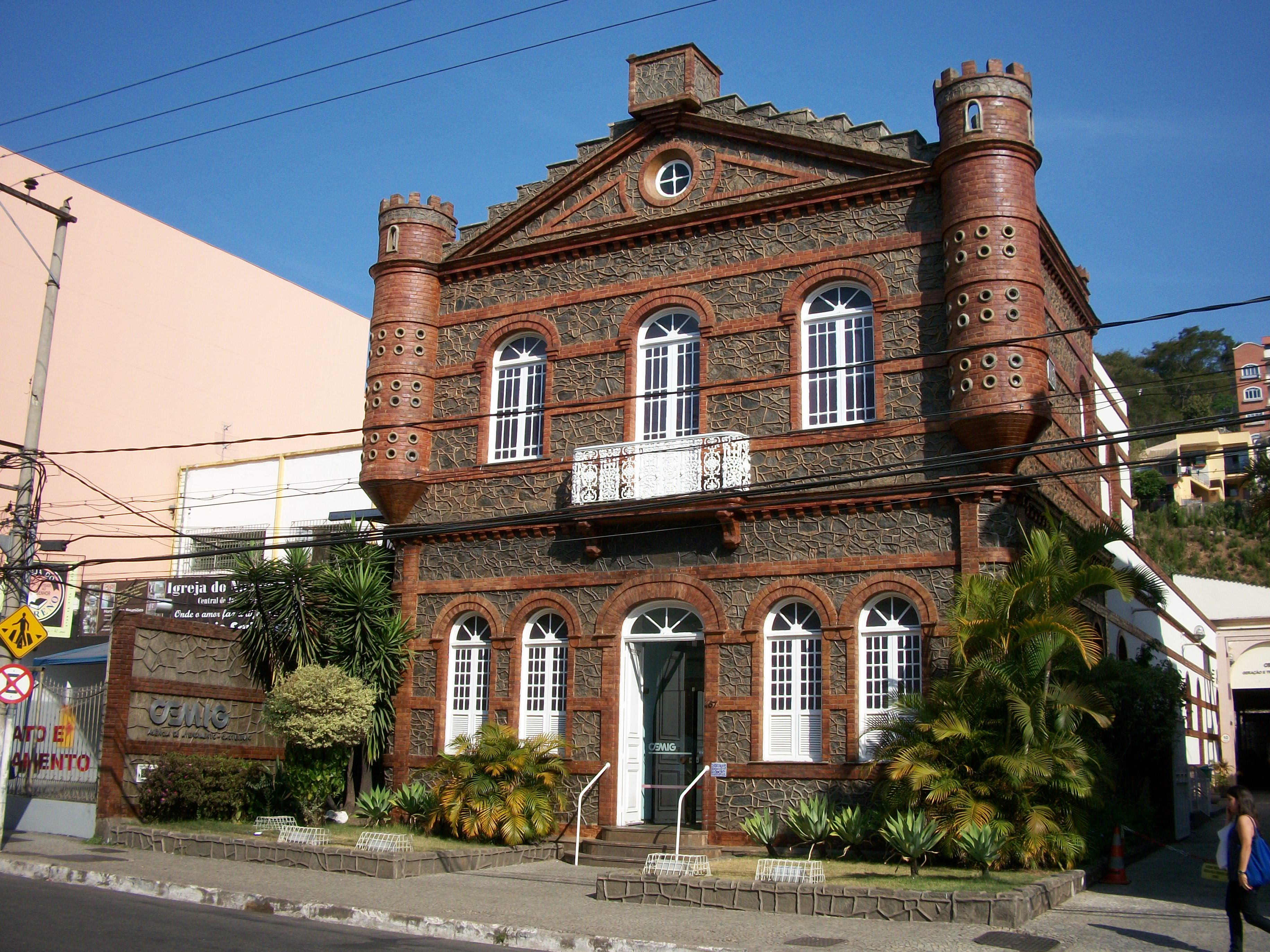
"Castelinho da CEMIG" em Juiz de Fora.

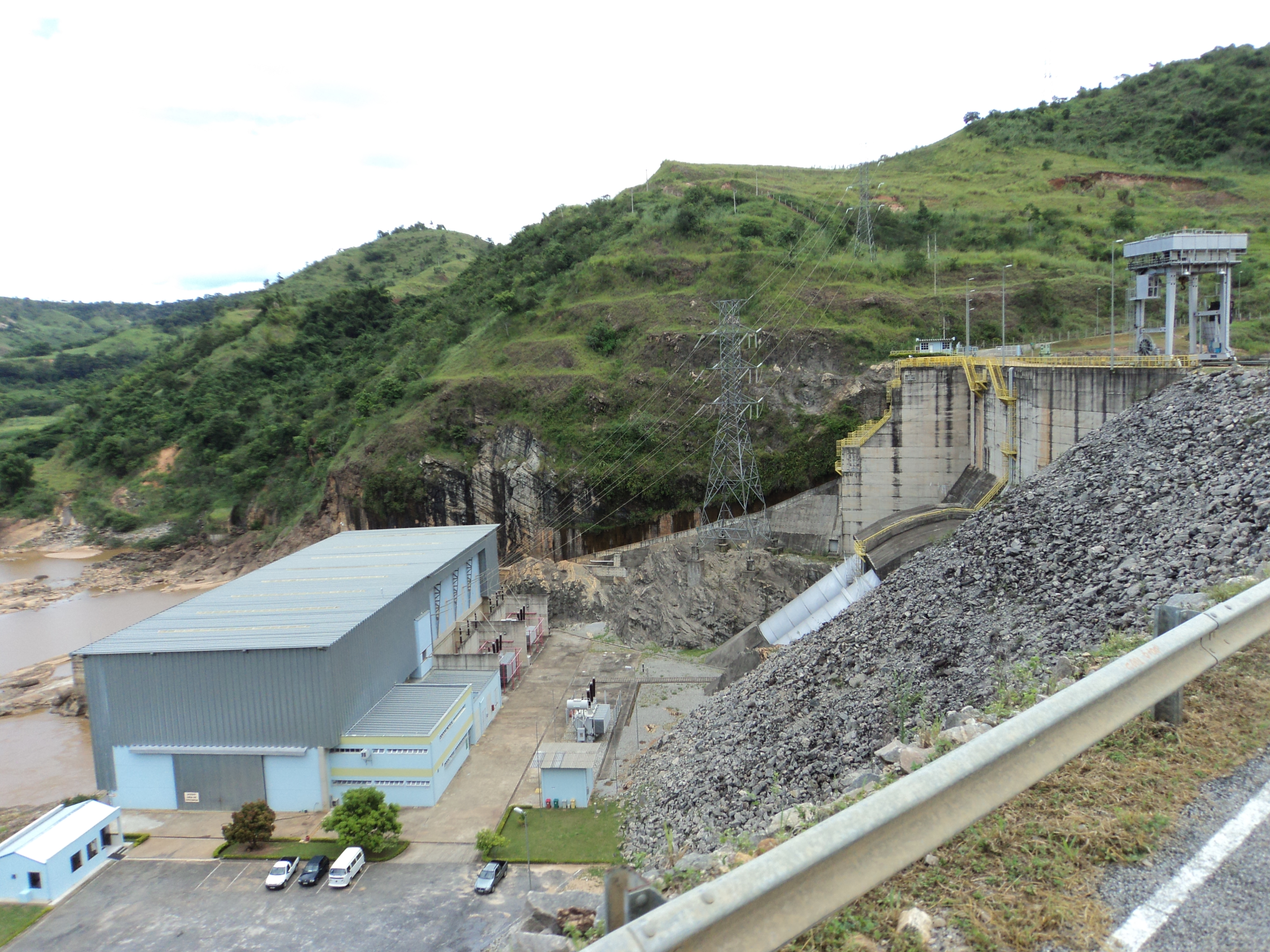
Vista da UHE Porto Estrela, no Rio Santo Antônio, em Joanésia.

### Usinas hidrelétricas da Cemig:
Entre as principais usinas hidrelétricas da CEMIG estão a UHE de Emborcação (1.192 MW) , UHE de Nova Ponte (510 MW), UHE de Irapé (399 MW), UHE de Três Marias (396 MW), UHE de Salto Grande (102 MW), UHE de Queimado (87 MW), dentre outras.

### Consórcio Norte Energia
Em sociedade com a Light na Amazônia Energia S.A, a Cemig detém participação de 9,77% no Consórcio Norte Energia, responsável pela construção e operação da Usina Hidrelétrica de Belo Monte.

### Parques eólicos
A Cemig conta com duas usinas eólicas em operação: Volta do Rio (42 MW) e Praias do Parajuru  (28,8 MW), ambas no Ceará.